# Joanna Sotomura
Joanna Reed Sotomura (* 5. März 1987 in Honolulu, Hawaii) ist eine US-amerikanische Schauspielerin.

## Leben
Joanna Sotomura wurde in Honolulu in Hawaii geboren und wuchs dort auf. Sie ist die Tochter eines Japaners und einer Deutschen und besuchte die Iolani Highschool in Honolulu. In dieser Zeit jobbte sie als Model, für die Kathy Muller Modeling Agency und stand mehrfach für verschiedene Magazine als Cover-Model vor der Kamera.
2005 begann sie dann ihr Schauspielstudium an der Loyola Marymount University und finanzierte ihr Studium als Laiendarstellerin in diversen japanischen Werbespots. Daneben gehörte Sotomura der Improvisierten Comedy-Gruppe Laser Squad Bravo an, mit der sie an Universitäten in Moskau und Deutschland auftrat. 2009 schloss sie dann ihr Studium erfolgreich mit dem Bachelor of Fine Arts ab.
Sotomura wohnt in Marina del Rey im Los Angeles County.

## Schauspielkarriere

### Theater
Bereits im Alter von 17 hatte Sotomura erste Erfahrungen als Bühnenschauspielerin und spielte 2004 ihre erste Hauptrolle im Rahmen des Shakespeare Festival in Honolulu, wo sie die Helena in Midsummer Night’s Dream spielte. Danach spielte Sotomura in den Theaterstücken Closer, Rabbit Hole und Angels in America jeweils die Hauptrolle.

### Film und Fernsehen
Seit 2011 konzentriert sich Sotomura auf ihrer Karriere als Film- und Fernsehschauspielerin. In dieser Zeit schloss sie einen Vertrag mit der Buchwald Talent Group und dem ESI-Netzwerk ab, was ihr zu ersten Verträgen als Film- und Fernsehschauspielerin verhalf. So hatte sie eine Gastrolle als Lisa in einer Folge der Krimiserie Criminal Minds: Team Red und bekam als Brooke ihre erste Hauptrolle in dem Horrorfilm Madison County.

### Webserien
2013 und 2014 war Sotomura in der zweiten und dritten Staffel von Video Game High School, einer Webserie von Freddie Wong, zu sehen. Seit Oktober 2013 übernimmt Sotomura die Rolle der Emma Woodhouse in der Webserie Emma Approved, einer modernisierten Adaptation des Romans Emma von Jane Austen, die von den Machern der mehrfach ausgezeichneten Webserie The Lizzie Bennet Diaries entwickelt wird.

## Filmografie
- 2011: Criminal Minds: Team Red (Criminal Minds: Suspect Behavior, Fernsehserie, Episode 1x07)
- 2011: Madison County
- 2012: Shaken (Kurzfilm)
- 2012: Silly Pants (Kurzfilm)
- 2012: Eat Me (Kurzfilm)
- 2013: Geek USA
- 2013–2014: Video Game High School (Webserie)
- 2013–2018: Emma Approved (Webserie)
- 2014: Rizzoli & Isles (Fernsehserie, Episode 5x03)
- 2015: Revenge (Fernsehserie, Episode 4x16)
- 2016: Call of Duty: Infinite Warfare (Videospiel, Stimme)
- 2017: The Good Place (Fernsehserie, Episode 2x03)
- 2018: Hawaii Five-0 (Fernsehserie, Episode 8x22)
- 2018: Criminal Minds (Fernsehserie, Episode 14x03)
- 2020: Navy CIS: L.A. (Fernsehserie, Episode 11×05)
- 2020: Quarantine (Fernsehserie)
- 2020: Wayward Guide (Fernsehserie)
- 2022: Barry (Fernsehserie, drei Episoden)
- 2024: Sunny (Fernsehserie, Stimme)